# مايك وتن
مايك وتن (بالإنجليزية: Mike Wooten)‏ هو لاعب كرة قدم أمريكية أمريكي، ولد في 23 أكتوبر 1962 في روانوك في الولايات المتحدة.

## وصلات خارجية
- مايك وتن على موقع مرجع كرة القدم المحترفة.كوم (الإنجليزية)